# Lechtání (film)
Lechtání (v originále Les Chatouilles) je francouzský dramatický film z roku 2018, který režírovali Andréa Bescond a Éric Métayer podle vlastního scénáře. Jedná se o adaptaci jejich vlastní divadelní hry Les Chatouilles ou la Danse de la colère. Příběh je inspirován osudy samotné režisérky Andréy Bescondové, která se stala obětí sexuálního násilí. Snímek měl světovou premiéru na filmovém festivalu v Cannes dne 14. května 2018.

## Děj
Film sleduje život Odette prostřednictvím psychologických sezení od jejích 8 let, kdy jí začal sexuálně zneužívat rodinný přítel.

## Obsazení
| Andréa Bescond       | Odette Le Nadant                                 |
| Karin Viard          | Mado Le Nadant, její matka                       |
| Clovis Cornillac     | Fabrice Le Nadant, její otec                     |
| Pierre Deladonchamps | Gilbert Miguié, rodinný přítel                   |
| Grégory Montel       | Lenny, společník Odette                          |
| Carole Franck        | psycholog                                        |
| Gringe               | Manu, nejlepší přítel Odette                     |
| Ariane Ascaride      | paní Maloc, učitelka tance                       |
| Jade Phan-Gia        | Alice, tanečnice a kamarádka Odette              |
| Éric Métayer         | profesor na konzervatoři / hlas Rudolfa Nurejeva |
| Léonie Simaga        | Lola                                             |
| Marie-Christine Orry | paní Kicheff                                     |
| Jeanne Arènes        | personalistka                                    |
| Lucie Boujenah       | Clémentine Miguié                                |
| Alexis Michalik      | otec Sonii                                       |
| Lola Marois          | tanečnice                                        |
| Pierre Forest        | důstojník na komisařství                         |
| Yanis Marshall       | Jordan                                           |

## Ocenění
- Americký filmový festival v Deauville: Cena Ornano-Valenti (Andréa Bescond a Éric Métayer)
- Filmový festival v Hamburku: cena za nejlepší film (Andréa Bescond a Éric Métayer)
- César: nejlepší adaptace (Andréa Bescond a Éric Métayer); nejlepší ženský herecký výkon ve vedlejší roli (Karin Viard); nominace v kategoriích nejlepší mužský herecký výkon ve vedlejší roli (Clovis Cornillac); nejlepší střih (Valérie Deseine); nejlepší filmový debut (Andréa Bescond a Éric Métayer)
- Lumières: nominace v kategoriích nejlepší scénář, nejslibnější herečka (Andréa Bescond), nejlepší filmový debut (Andréa Bescond a Éric Métayer)